# دوبرث (كورنوال)
دوبرث (بالإنجليزية: Duporth)‏ هي قرية تقع في المملكة المتحدة في كورنوال.